# Zenon Panoussis

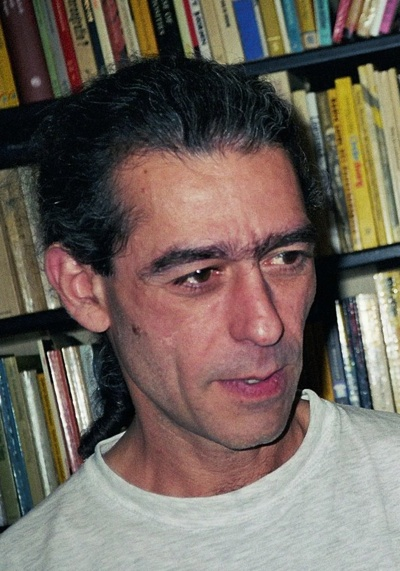
Zenon Panoussis

Zenon Panoussis, född 1956, är en svensk medborgare som mest är känd för sina dispyter med Scientologikyrkan och sina nyskapande juridiska metoder.
I slutet av 1996 började Zenon Panoussis frekventera nyhetsgruppen alt.religion.scientology och blev snabbt en ledande personlighet i kriget mellan scientologi och internet. I sitt första inlägg postade han NOT-dokumenten ("New Era Dianetics for Operating Thetans"), ett dokument som scientologikyrkan hade upphovsrätten till. Han hade också en avslappnad inställning till risken att bli stämd, en vanlig taktik scientologikyrkan använder mot kritiker.
Som de gjort många gånger tidigare lämnade scientologikyrkans advokater in en stämning för upphovsrättsbrott. Advokaterna lyckades få till en razzia mot Panoussis hus och de tog även hans dator. Panoussis skötte sitt eget försvar i rätten och använde sig där, med skiftande resultat, av olika nya juridiska metoder.[källa behövs]
Till sitt försvar åberopade Panoussis Sveriges grundlag, specifikt offentlighetsprincipen. Panoussis lämnade in en kopia av NOT-dokumenten till Sveriges riksdag där de därigenom blev en allmän handling. Scientologikyrkan försökte hindra allmänheten att läsa dokumenten genom att ha medlemmar som satt och läste dem hela tiden under kontorets öppettider.
Mellan 1997 och 2000 gjorde scientologikyrkan flera försök att få bort dokumenten från riksdagens kontor. Flera försök att få dem hemligstämplade misslyckades. Vid två tillfällen blev dokumenten stulna. Scientologikyrkan nekar inblandning, men kritiker ser dem som huvudmisstänkta. Scientologikyrkan övertygade några medlemmar i USA:s kongress att utöva diplomatiskt tryck mot Sverige så att riksdagen skulle ta bort dokumenten.
Panoussis förlorade rättegången om upphovsrättsbrott och 1998 blev han dömd att betala skadestånd och rättegångskostnader. Senare överklaganden ledde inte till någon ändring. Samma år blev han utsedd till Årets folkbildare.
Regeringsrätten har i dom 1998-06-17 (mål nr 7357-97) ansett att den så kallade scientologibibeln skulle anses som allmän handling oavsett upphovsrätten och därför skulle tillhandahållas enligt 2 kap. TF. Lagstiftaren har således löst en eventuell konflikt mellan offentlighetsprincipen och upphovsrätten på så sätt att offentlighetsprincipen ges företräde.
Efter tre års upprepade försök av scientologikyrkan att hemligstämpla NOT-dokumenten lyckades man 2000 få riksdagen att anta en lag som hemligstämplade dokumenten. Flera jurister protesterade eftersom detta innebar att upphovsrätten gick före Sveriges grundlag.
I juli 2015 slog Högsta  förvaltningsdomstolen fast att den s.k. scientologbibeln omfattas av sekretess enligt den särskilda bestämmelse som tillkommit för att just scientologmaterial. Därefter skickade Panoussis in tryckfrihetsförordningen och yttrandefrihetsgrundlagen i en komprimerad fil, till Göteborgs tingsrätt, och påstod att detta var scientologmaterial. Han begärde sedan ut materialet, och tingsrätten avslog begäran med hänvisning till sekretess. Kammarrätten i Göteborg, som inte inhämtade handlingarna från tingsrätten, avslog Panoussis överklagande om att få ta del av handlingarna. Justitieombudsmannen Lars Lindström var kritisk mot tingsrättens lagman för att han inte tog del av handlingarna innan han avslog begäran om att få ut dem, och mot kammarrättsdomarna för att de inte "begärt in bilagan från tingsrätten och därefter bildat sig en egen uppfattning om bilagans innehåll". Kammarrättsdomarna hade kommenterat till JO att Panoussis begäran snarast var ett "practical joke" som "tagit flera myndigheters resurser i anspråk", resurser som "i stället [hade] kunnat användas till det som har reell betydelse för de enskilda som berörs av olika beslut och åtgärder i offentlig eller annan verksamhet". JO Lindström påpekade att "den enskildes syfte med en begäran om att få del av en allmän handling inte får påverka hur en domstol eller en myndighet handlägger hans eller hennes begäran". 
Panoussis var även inblandad i en av de tidigaste politiska kampanjer som bedrivits på Internet i Sverige: en för den tiden omfattande namninsamling för att protestera mot Stockholms ansökan om olympiska sommarspelen 2004 vilken skrevs ut och lämnades in till Stadshuset i Stockholm.